# Village olympique de Montréal

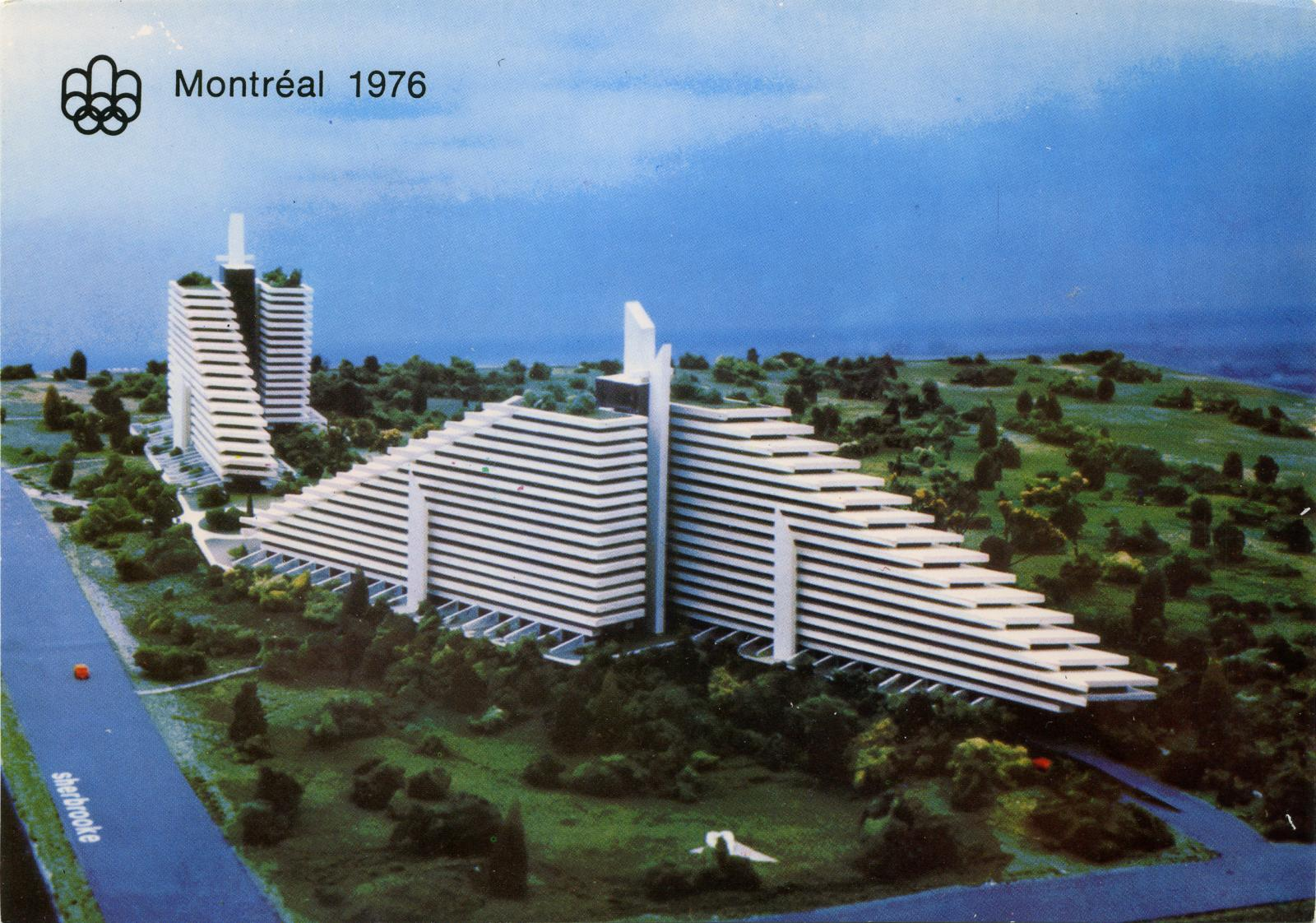
Carte postale du village olympique (Montréal 1976)

Le Village Olympique de Montréal, familièrement appelé les « Pyramides » ou le « Grand Hôtel », est un complexe immobilier montréalais constitué de deux tours construit à l'occasion des Jeux Olympiques d'été de 1976, comme résidence pour les athlètes.

## Conception[4]

### Lieu d'implantation
Entre la décision d'organiser des Jeux à Montréal le 12 mai 1970 et le mois d'août 1973, Guy Legault, architecte directeur du service d'Habitation de la ville de Montréal, mandaté par le maire Jean Drapeau, préconise plutôt des solutions de logement des athlètes qui conservent une dimension humaine au projet. On cherchait ainsi à préserver au maximum les espaces verts mais aussi à faire que ces nouveaux logements soient plus facilement absorbés par le marché. Cette option de village décentralisée, ayant été refusée par le Comité International Olympique au printemps 1972, le parc Viau fut choisi comme emplacement du Village olympique le 14 juin 1973 par le conseil municipal de Montréal (résolution 6809/3) à la majorité des voix, à l'issue d'un débat ayant nécessité trois séances.

### Mise en œuvre
La tentative d'obtenir des projets pour le Village par l'intermédiaire d'un avant-cahier d'appel d'offres s'étant soldé par un échec, et en l'absence de tout autre concurrent, le promoteur immobilier René G. Lépine et son projet de pyramides inspirées de celles de la Marina-Baie-des-Anges construites entre 1968 et 1970 par l'architecte André Minangoy à Villeneuve-Loubet, en France, est choisi en avril 1974.
René Lépine devient le principal maître d'œuvre du Village avec ses partenaires Joseph Zappia, Gerald Robinson et Andrew Gaty (actionnaires de Terrasses Zaroléga Inc., LTZ). Du 15 au 18 avril 1974, René Lépine, Joseph Zappia, Andrew Gaty, courtier en immeubles, Gérald Robinson, promoteur, et Janusz Juszczyk, estimateur professionnel, se rendent à Baie des Anges pour procéder sur place à un examen de cette construction. Ils sont accompagnés d'Aimé Desautels, ancien architecte de la ville de Montréal qui travaillait alors pour la Communauté urbaine de Montréal. Celui-ci remet au maire Drapeau un rapport déconseillant la réalisation d'un tel projet dans le contexte de Montréal. Les promoteurs obtiennent cependant l'accord du maire en mai 1974 pour leur projet en dépit de rapports contraires de services de la Ville et notamment du service des finances.

### Architecture
La conception du projet s'échelonne du 28 juin 1974, date d'acceptation du projet de pyramides par la ville de Montréal, à la fin de décembre 1974, date à laquelle la conception du projet devint définitive et où commenceront les travaux de construction.
Le bâtiment est la dernière œuvre majeure de l'architecte Roger D'Astous et de son associé, l'architecte Luc Durand, qui travaillait avec lui depuis deux ans. Luc Durand était un des concepteurs de la Place Dupuis et des Tours Frontenac, érigées non-loin entre 1970 et 1972.

Conçues pour accueillir plus de 10 000 personnes pendant les jeux et quelques 3200 locataires après, les deux pyramides d’habitation de 21 et 23 étages, mesurent 300 mètres de long chacune sur une largeur d’à peine 14 mètres. Les appartements donnent d’un côté sur une coursive publique et de l’autre sur un balcon. Cette solution, expérimentée dès les années 1920 en Russie et en Hollande mais rarement utilisée en Amérique du Nord, avait pour but de favoriser la lumière, l'aération mais aussi les interactions sociales. Le bâtiment, entièrement en béton afin de s'harmoniser avec le parc olympique voisin, s'inspire de l'architecture brutalisteet des pyramides d'Égypte. 

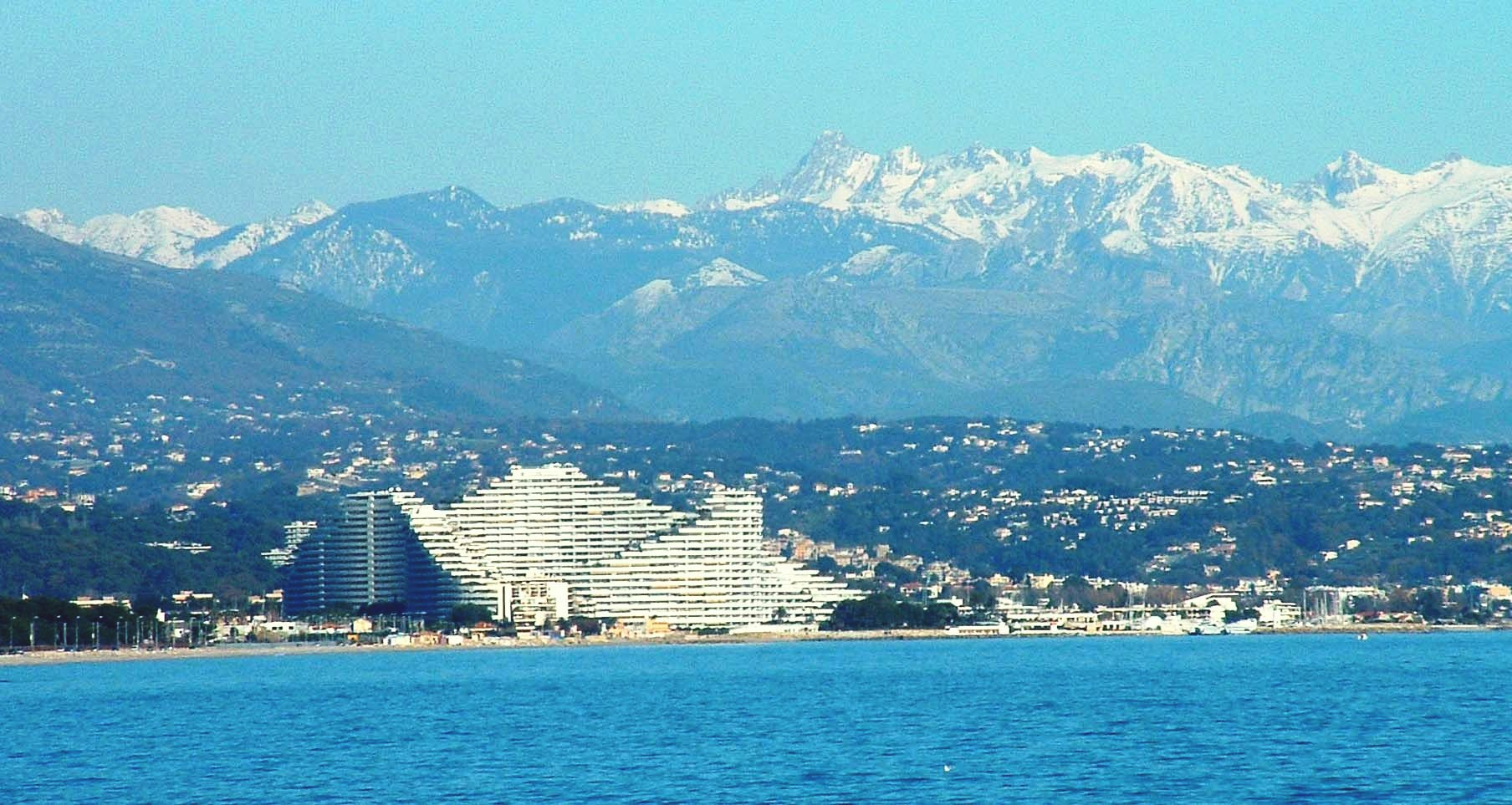
Marina Baie des Anges à Nice, France.

L'orientation et le système de grandes terrasses, qui avait notamment pour but au départ d'offrir une vue sur Montréal aux athlètes, permet aujourd'hui de cultiver des végétaux sur les terrasses ensoleillées.

### Financement et réalisation
Au départ, le coût du projet est évalué à 30 M$. Le contrat signé le 22 octobre 1974 entre le comité organisateur des jeux et les promoteurs prévoyait que LTZ serait le propriétaire et l'entrepreneur général et que le financement serait assuré comme suit : 4 M$ financés par LTZ, 20 M$ par un prêt de la Banque Canadienne Nationale assuré par la SCHL en première hypothèque. Le reste (6 M$ et plus en cas de dépassement de coûts) devait être investis par le Comité Organisateur des Jeux Olympiques (COJO) sous la garantie d'une deuxième hypothèque. Selon les termes de ce contrat, LTZ pouvait devenir propriétaire d'un immeuble de $90 millions, libre de toute hypothèque en payant 20 M$ à la Banque Canadienne 'Nationale, premier créancier hypothécaire, plus dix fois le profit net de la meilleure année de location au COJO entre 1976 et 1982.
De la date de la signature du contrat principal, à Vienne, le 22 octobre 1974, jusqu'à la date de l'arrêté définitif du concept le 16 décembre 1974, pour combler les besoins d'espace requis par le COJO mais aussi les exigences du code du logement et de la SCHL, la superficie brute du projet augmentera de près de 45% et le volume de 55%.  Au départ une partie de ces surfaces supplémentaires devaient être fournies par l'ajout d'une tour d'habitation pour personnes âgées à construire par une société sans but lucratif et mise gratuitement à la disposition du COJO pendant la période des Jeux. Cette solution de tour supplémentaire devant les pyramides sera finalement abandonnée en octobre 1974 car LTZ, la SCHL et le COJO la trouvaient désavantageuse.
En décembre 1974, à la fin de la période de conception des bâtiments, ce coût de construction est réévalué à 74 M$, auxquels s'ajouteront un autre 6.6 M$ pour des aménagements spécifiques aux jeux. Au final, le coût total du projet sera évalué à 95,5 M$. En raison de ces importants dépassements de coûts mais aussi de l'identification de toutes sortes de malversations, le chantier fera l'objet de perquisitions par la Sureté du Québec et la GRC en novembre 1975, et d'une longue enquête judiciaire pour complot, fraude et corruption.
Le rapport de la Commission Malouf (1980) montrera que l'écart de coût de 58 M$ par rapport à l'évaluation initiale se justifiait globalement comme suit : 
- 44 M$ imputables à la période de conception: retard à commencer les travaux, augmentation des surfaces, amélioration de la qualité du bâtiment, honoraires des promoteurs;
- 14 M$ imputables à la période de construction : Travaux additionnels (terrassement, chute d'un panneau de béton, ventilation et climatisation), sous-évaluation et inflation.

Ce même rapport Malouf conclut que :
- "Les autorités de la ville de Montréal et en particulier le maire Jean Drapeau, qui a été le seul instigateur et le seul à contrôler le dossier du Village olympique du début jusqu'au retrait de la Ville en octobre 1974, ont fait preuve d'irréalisme, de mauvaise gestion et d'irresponsabilité en maintenant, jusqu'à la fin, l'exigence que le promoteur mette gratuitement le Village olympique à la disposition du COJO pendant la période des Jeux et cela, en dépit des avis, commentaires et opinions contraires ". En effet, cette gratuité était "irréaliste vu la perte financière qu'aurait à subir le promoteur à cause de l'impossibilité de parvenir à louer rapidement un aussi grand nombre de logements."
- "L'option laissée à LTZ de louer les logements et de pouvoir reprendre la pleine propriété des immeubles en1982, en payant le premier créancier hypothécaire et le COJO dix fois la meilleure année de location, rendait illusoire la possibilité pour le COJO de récupérer son investissement. Enfin, considérant que LTZ était à la fois le propriétaire des pyramides et l'entrepreneur général, le COJO n'aurait pas dû inclure de clause d'honoraires dans son contrat avec ce promoteur. Cette clause a eu pour effet d'augmenter le coût du Village de près de $4 millions et aurait permis au promoteur, n'eût été la prise de possession ultérieure par la RIO, de récupérer sa propre participation financière au projet."
- "Les promoteurs, Les Terrasses Zarolega Inc. (LTZ), ont profité et abusé de leur position de force dans leurs négociations avec le COJO pour lui soutirer un contrat qui leur était exceptionnellement favorable."

En 1976, le gouvernement québécois, entreprend des procédures d'expropriation pour prendre possession du Village. 

## Histoire

### Pendant les Jeux
Le village olympique de Montréal pour les Jeux olympiques d'été de 1976 se situe rue Sherbrooke dans le quartier Rosemont–La Petite-Patrie de Montréal, à 800 mètres au nord-ouest du stade olympique. Le quartier fait office de barrière entre un grand parc de verdure ouvert aux athlètes et la rue Sherbrooke avec le parc olympique.
Le village olympique s'étend sur 34 hectares sous la forme de quatre moitiés de pyramides de 19 étages, qui comprennent un total de 980 appartements. L'un des quatre bâtiments est réservé aux femmes. Les chambres sont décorées de dessins d'enfants en rapport avec l'olympisme. En plus de cette structure permanente, les organisateurs ajoutent des cafétérias et immeubles de bureaux pour les Jeux. Les hébergements sont sur les étages supérieurs et les services aux étages inférieurs afin d'assurer le calme des athlètes. Un restaurant de 3 000 places est ouvert en continu et les compétitions sont retransmises en direct. Les infrastructures incluent un cinéma, une salle de spectacle, un centre religieux multiconfessionnel, un marché aux puces, une boutique d'artisanat des Premières nations et d'autres magasins. On y trouve aussi une piscine. Des salles d'interview et de conférences permettent la communication entre les journalistes et les athlètes. Enfin, la reine Elizabeth II rend visite aux sportifs et mange à une cafétéria du village olympique, avec les mêmes couverts jetables que tout le monde.
Les premières délégations s'y installent le 23 juin 1976. De nombreuses délégations n'ayant pas rendu à temps leur formulaire d'inscription, elles doivent patienter plusieurs heures dans le hall d'entrée avant de recevoir leurs logements : des clowns sont embauchés pour les divertir pendant cette attente.

### Après les Jeux
Après les Jeux olympiques, le quartier devient résidentiel sous forme d'appartements de luxe, et continue à abriter plusieurs services : restaurants, pharmacie, épicerie, salon de coiffure, piscine, gymnase, lave-auto, bibliothèque. Le site comporte également 18 580 m2 de bureaux et locaux commerciaux. Le Tribunal administratif du logement (TAL) y a l'un de ses 30 locaux et une salle d’audience.
Le Village olympique demeure propriété de la Régie des installations olympiques jusqu'en 1998. Le budget Bourbeau de 1994 annonce la mise à l'étude de la privatisation du Village Olympique. Celle-ci est reportée après les élections de 1994 qui amènent le Parti québécois au pouvoir.
En octobre 1997, le ministre de la Métropole, Robert Perreault, annonce que le gouvernement du Québec ira finalement de l'avant avec la privatisation. La privatisation est finalement achevée en 1998 lorsque le complexe immobilier est vendu pour la somme de 64,5 M$ à Metro Capital Group (renommée plus tard MetCap Living), une grande société de gestion immobilière torontoise fondée en 1988 par le montréalais Michael O'Gallagher,.
En 2004, le Village olympique est revendu à El-Ad Canada, une société américaine de développement immobilier basée en Israël mais opérant aux États-Unis et au Canada dans le cadre de l'achat groupé de 39 bâtiments (soit 8000 logements environ) appartenant à la famille O'Gallagher pour un montant total de plus de 700 M$. La Banque TD et la Banque Royale du Canada étaient les co-prêteurs principaux de cette importante transaction, ainsi que la Banque HSBC Canada, la CIBC et la Banque de Montréal.
En septembre 2009, El-Ad confie à sa partenaire de longue date, la société Cogir de Brossard, le soin de gérer le Village olympique. En janvier 2012, 8 ans après son rachat par El-Ad, le Village est finalement cédé au fond d'investissement immobilier canadien basé à Toronto (Ontario), Canadian Apartment Properties Real Estate Investment Trust (CAPREIT), pour 176,5 M$.
Cette transaction ne comportait pas le terrain adjacent alors développé par El-Ad et sa filiale Développement Cité-Nature.

### Financiarisation du Village olympique
Les bâtiments ont été construits avec des fonds publics sur un ancien parc municipal et un ancien terrain de golf appartenant à la ville. Entre 1979 et 1992, alors que des discussions politiques portaient sur la transformation des pyramides olympiques en coopérative de logements ou sur leur éventuel transfert à un OSBL, 200 unités du Village olympique, soit environ 20% de tous les logements, étaient louées à des personnes âgées à faible revenu.
En 1991, la Régie des installations olympiques (RIO) vend à des locataires âgés du Village et à de nouveaux locataires des appareils électroménagers en fin de vie qu’ils auraient dû recevoir gratuitement en vertu de sa politique tarifaire. L'association des locataires menace alors de demander une enquête publique sur la gestion de la RIO. Le président de l'association, Lawrence Morgan déclare à cette occasion : « Il est clair que des fonds publics sont en péril et que des biens publics sont gérés de façon douteuse ». Il plaide pour que les millions de dollars de bénéfices, transférés chaque année par la RIO du Village au Stade olympique, soient le plus rapidement possible réinvestis au profit du Village olympique. En effet, près de 15 ans après leur mise en service, la corrosion des structures d’acier supportant les balcons du Village présentait un risque potentiel pour la sécurité des quelques 5000 résidants et travailleurs des pyramides. En 1992, le Village Olympique générait annuellement des revenus de 11,6 M$ et des dépenses de 6 M$ et donc un surplus d’opération de 5,6 M$ qui servait principalement à combler le déficit d'opération des autres structures olympiques.
En 1993, le gouvernement fédéral met fin à son programme fédéral de logement social et communautaire et transfère la responsabilité de superviser les projets de logements sociaux aux provinces et aux municipalités. Dans ce contexte, en adoptant une nouvelle stratégie axée sur la rentabilité, le gouvernement provincial et la Régie des installations olympiques, optent pour la vente du Village à des compagnies privées.
Ce choix se fait sans concertation avec la Ville qui avait pourtant offert le terrain et apporté une partie du financement,. Ville de Montréal, qui recevait, grâce à cette transaction, 1.5 M$ en recettes fiscales municipales n'apportera finalement pas d'objections aux choix de la RIO et du gouvernement du Québec. Ces décisions ont contribué à accentuer la financiarisation du parc immobilier montréalais, et par conséquent la crise du logement au Québec,,.
Après la vente en 1998, l’Association des locataires du Village olympique (ALVO), qui avait lutté pour empêcher que les pyramides ne se transforment en simple actif financier détenu par des particuliers, se bat pour protéger les intérêts des locataires mais aussi la valeur patrimoniale des lieux. En 2001, elle s’oppose aux projets d’expansion des propriétaires sur les terrains avoisinants :
- Projet de construction de 2000 logements en 2001 par Metro Capital qui finit par abandonner ce projet ;
- Construction à partir de 2006 d’une vingtaine de tours à logements par El-Ad sur les anciens parking du Village olympique derrière les pyramides[40]. Les tentatives d'ALVO de bloquer ce dernier projet se solderont finalement par un échec. Le nouveau complexe "Harmonia Cité Nature" de 1400 appartements en copropriété, comportera finalement 5 bâtiments de 10 à 14 étages (pour un total de 800 logements) près du boulevard de l'Assomption et 3 édifices de 9 à 14 étages (pour un total de 600 logements), près de la rue Viau[41]. En 2021, le groupe El-Ad et sa filiale montréalaise Développement Cité-Nature, feront l'objet d'une action collective en justice car ils auraient annulé, après des mois de tergiversations, des contrats d’achat par des particuliers « parce qu’il était devenu plus rentable pour eux de louer les condos plutôt que de les vendre au prix initial convenu »[42].

À partir de 2012 le Village est géré par CAPREIT. Ce fond de placement immobilier coté en bourse, détenait, en 2024, plus de 10 000 logements au Québec et plus de 48 000 au Canada et en Europe dont des parcs de maisons mobiles. Pendant la pandémie de Covid-19 au Québec, plusieurs services d'entretien sont supprimés et les infrastructures du Village olympique se détériorent,. Bien qu'affichant des revenus annuels de plus d'un milliard de dollars et pour mieux augmenter les loyers, CAPREIT, refuse de remplir la clause G du bail, pourtant obligatoire car elle permet au locataire de connaître le montant du bail précédent et de contester éventuellement une hausse abusive. CAPREIT multiplie par centaines les poursuites contre ses locataires. Ceux-ci refusent en effet souvent ces augmentations de loyer, notamment en raison du manque d'entretien des lieux. En août 2024, plus de 200 locataires du Village olympique sont convoqués au Tribunal Administratif du Logement par CAPREIT. L’audience doit être reportée, faute de place dans la salle.
En juin 2025, un article du journal Le Devoir signale un cas de sous-location d'une trentaine d'appartements du Village par l'entreprise Harrington Housing mandatée par CAPREIT. Cette nouvelle formule de sous-location à des étudiants et jeunes professionnels non-encadrée par un bail régulier, conduit à des abus comme une tentative d'ajout de chambres dans les appartements contraires à la réglementation en même temps que des nuisances pour les autres locataires,. Les principaux actionnaires de CAPREIT sont des banques comme RBC, BMO, TD, et CIBC.